# Скарлетт М'ю Дженсен
Скарлетт М'ю Дженсен (31 грудня 2001 , Гекні, Великий Лондон ) — британська стрибунка у воду, бронзова призерка Олімпійських ігор 2024 року, срібна та бронзова призерка чемпіонату світу.